# Pere Pi i Parera
|  | «Pere Pi» redirigeix aquí. Vegeu-ne altres significats a «Pere Pi (desambiguació)». |

Pere Pi i Parera   (Lliçà d'Amunt, 12 de juliol de 1940) és un empresari i antic pilot català de motociclisme, activitat en què va destacar durant les dècades de 1950 i 1960 aconseguint 6 campionats d'Espanya de motocròs, un de velocitat i un de trial (esdevenint així l'únic campió estatal d'aquestes tres disciplines alhora), a banda de 14 campionats de Catalunya en totes les modalitats.
Fou també pilot provador i directiu de l'empresa Montesa, on va treballar gairebé 25 anys, havent estat un dels màxims desenvolupadors dels seus models de motocròs (la Cappra), de trial (la Cota) i d'enduro (l'Enduro). Al final de la dècada de 1970 fou el creador i impulsor del biketrial (que batejà com a Trialsín) i va fundar l'empresa Monty, fabricant de bicicletes per a aquest esport. Simultàniament, tingué també un paper destacat en el naixement i expansió del trial indoor.
Casat amb Maria Isern (germana del comerciant i dinamitzador motociclista Josep Isern), té dos fills: Eva i Ot Pi, múltiple campió del món de biketrial.

## Biografia
Nascut a Can Dunyó, masia de Lliçà d'Amunt propera al camí de Santa Eulàlia de Ronçana, Pere Pi és fill de Joaquim i Rosa. Té un germà, Antoni, cinc anys més gran que ell.
A 11 anys va caure greument malalt de peritonitis tuberculosa, essent desnonat pels metges fins que l'ingressaren a la clínica del doctor Gimeno d'Esplugues de Llobregat, on va romandre un any sotmès a un estricte tractament naturòpata gràcies al qual superà la malaltia. Poc després s'instal·là amb la seva mare i germà a La Florida, barri de Santa Perpètua de Mogoda, on havien de subsistir en dures condicions. A 14 anys hagué de posar-se a treballar a la riera de Caldes, garbellant sorra que el seu germà Ton venia a les obres per a fabricar ciment.

### Derbi (1954-1959)
El 1954 entrà a treballar a Derbi com a noi dels encàrrecs del germà de l'amo, Josep Rabasa Papitu. Allà coincidí amb Jaume Pahissa i Paco Tombas, dos genis de la mecànica dels qui n'aprengué molt. De Tombas, concretament, n'obtingué uns sòlids coneixements de mecànica i disseny, així com de pilotatge esportiu de motocicletes.
Durant aquells anys, Pi aprofitava quan no hi havia ningú a la fàbrica per a practicar tot conduint motos pels passadissos, pràctiques que li anirien molt bé a l'hora de competir en gimcanes. S'inicià en aquesta modalitat a quinze anys, i ben aviat en fou el mestre indiscutible. Gairebé al mateix temps, començà a provar tota mena de modalitats: motoball, ral·lis, enduro (anomenat aleshores regularitat), pujades de muntanya, resistència i velocitat, obtenint-hi també diversos èxits. Després de debutar amb victòria el 1956 en la incipient modalitat del motocròs, aviat esdevingué l'home a batre en aquesta disciplina, fins que Montesa el fitxà a començaments de 1960.

### Montesa (1960-1983)
S'estigué a Montesa fins al 1983, primer com a pilot-provador (competí en motocròs fins a 1966 i en trial de 1968 a 1974, aconseguint nombrosos èxits esportius), i ben aviat com a màxim responsable de desenvolupament de les motos de fora d'asfalt, esdevenint membre de l'equip directiu i accionista de l'empresa. Per tal de tenir la fàbrica ben a prop, s'instal·là amb la família a Esplugues de Llobregat.

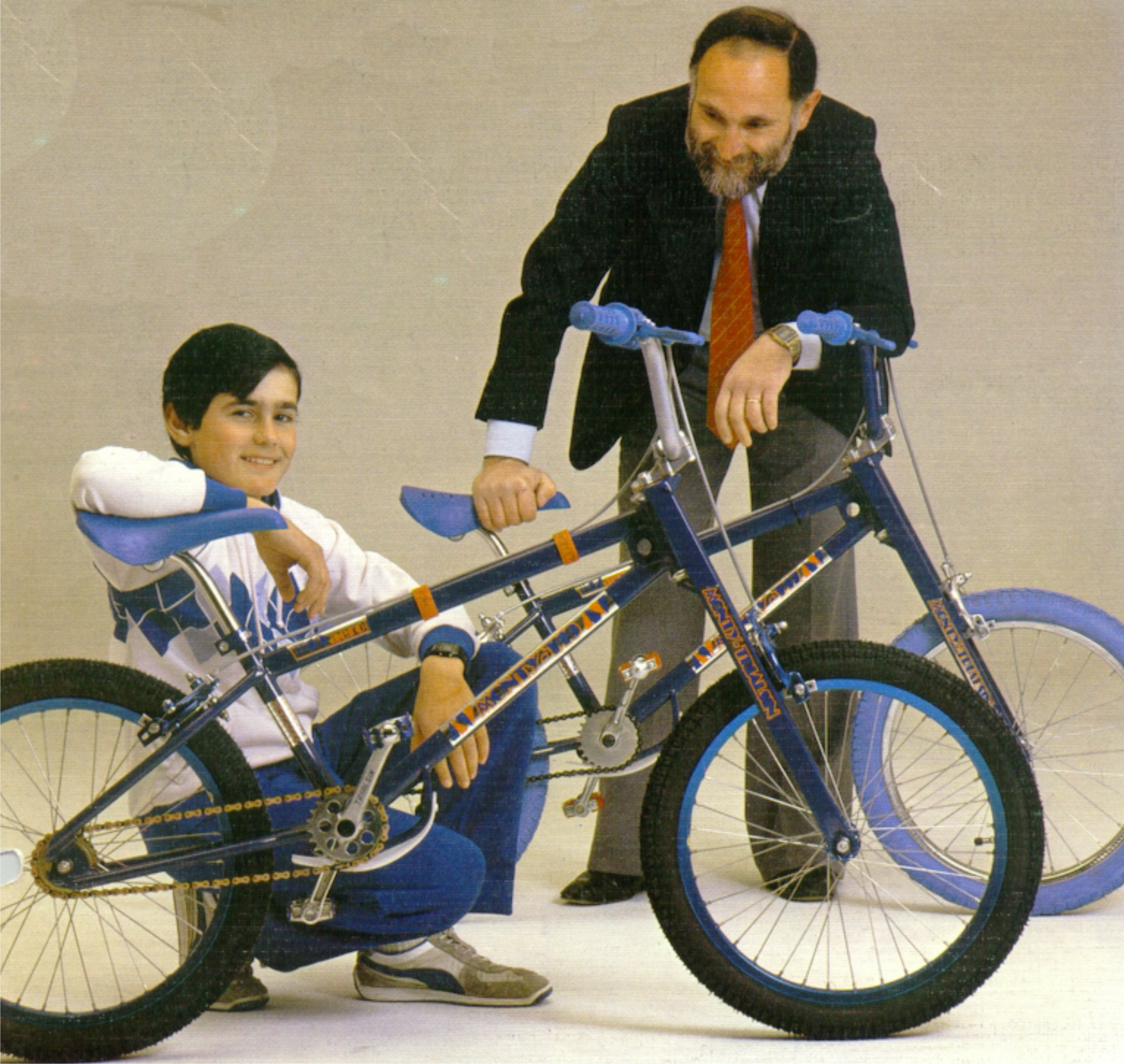
Pere Pi amb el seu fill Ot, al primer pòster de Monty (cap a 1984)

Al capdavant del DID (Departament d'Investigació i Desenvolupament) dirigí un equip de 40 tècnics amb la col·laboració dels quals creà els models més emblemàtics de la marca: la Cappra, la Cota i l'Enduro (fins i tot els noms se'ls empescava ell). Al mateix temps, ideà nombroses solucions tècniques que de seguida eren adoptades per altres marques, esdevenint moltes d'elles estàndards arreu del món.
Durant la seva etapa a Montesa fou responsable del naixement de dues noves modalitats esportives gairebé simultàniament: el biketrial i el trial indoor: cap a 1977 se li acudí de fabricar bicicletes per a la pràctica del trial, creant les Montesita i alhora un nou esport, que anomenà Trialsín. Tot i que ell diu no haver-lo "inventat" (de trial en bicicleta sempre se n'havia fet), sí que n'ideà el nom i el reglament, l'estructurà i l'impulsà internacionalment, essent-ne la màxima autoritat federativa durant anys (a banda de comercialitzar les primeres bicicletes pensades per a aquest esport). El 1991, tip que l'UCI menystingués aquesta modalitat, promogué la creació de la BIU i rebatejà l'esport com a Biketrial. D'altra banda, el 1978 participà en la creació del Trial Indoor Solo Moto (prova degana de la disciplina), responsabilitzant-se durant 13 anys del seu disseny i ideant-ne el reglament, moltes de les innovacions del qual han estat adoptades pel trial tradicional.

### Monty (1983-2009)
Quan Montesa presentà suspensió de pagaments el 1983, lluny d'arronsar-se tirà pel dret i va muntar la seva pròpia empresa per a seguir produint les reeixides bicicletes de trial. Naixia així Monty, una empresa inicialment modesta que ha anat creixent sota el seu lideratge fins a esdevenir la referència internacional dins el món de la bicicleta de trial i especialitzada. Al moment de lliurar la direcció general de l'empresa al seu fill Ot, la societat valia uns 10 milions d'euros i exportava a més de 30 països.
Durant la seva etapa al capdavant de Monty, Pere Pi ha estat el creador de molts dels seus models i ha aportat també nombroses innovacions tècniques dins el ram de la bicicleta, avui adoptades per les altres marques arreu del món.

### Actualitat
Jubilat el 2009, Pere Pi està involucrat des de 2011 en la promoció de dues noves modalitats de ciclisme infantil, destinades a practicants d'entre 2 i 5 anys: el Push-BikeTrial, varietat del biketrial, i el Push-Bike-F1, barreja de cursa i de gimcana. Darrerament ha publicat un llibre amb les seves memòries intitulat «No tinc 200 anys», el qual presentà -coincidint amb el seu 72è aniversari- en un acte públic presidit per Ivan Tibau al Museu Colet de Barcelona.
El gener del 2020, la Federació Catalana de Motociclisme li concedí, juntament amb Estanis Soler, Josep Isern i Oriol Puig Bultó, el premi Legends en reconeixement de la seva trajectòria motociclista.

## Trajectòria esportiva

### Els inicis
A quinze anys participà per primer cop en una gimcana a Granollers i hi quedà segon. Ben aviat encetà una llarga etapa de domini d'aquesta modalitat motociclista, molt popular aleshores a Catalunya, arribant a guanyar-ne vora 50 en pocs anys, sempre pilotant la Derbi 98. Durant aquella etapa, Pi competia amb èxit en tota mena de modalitats motociclistes.

### Velocitat
El 1958 participà en diverses pujades de muntanya i guanyà la de Sant Genís de Vilassar en la seva categoria. Aquell mateix any disputà les 24 Hores de Montjuïc formant equip amb Antoni Agramunt, guanyant-hi en categoria "Turisme" amb una Derbi-350 bicilíndrica. El 1959 disputà el Campionat d'Espanya de velocitat en la categoria de 100 cc (el calendari del qual constava de 4 curses: Castelló de la Plana, Burgos, Logronyo i Sòria), i guanyà el títol amb una Derbi-98 preparada per Tombas.

### Motocròs

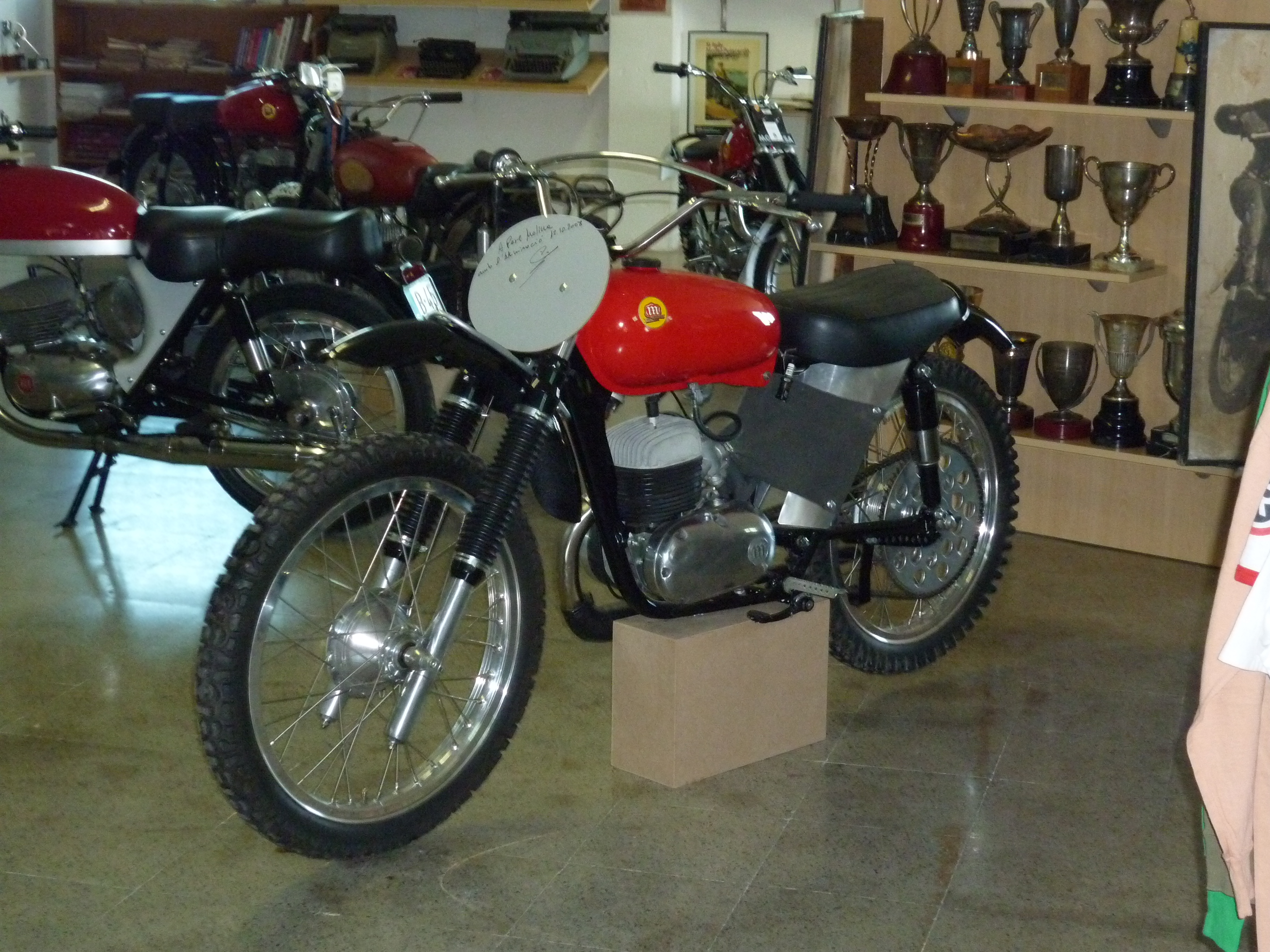
La Montesa Brío Cross que pilotà el 1960

Pi va ser un motociclista pioner a Catalunya en les disciplines de fora d'asfalt, participant en les primeres curses celebrades a la península de motocròs i, més tard, de trial. El 1956 disputà a Martorelles la seva primera competició de motocròs (quan aquesta modalitat era encara una cursa contra-rellotge per camins de muntanya), i la va guanyar per davant de pilots oficials de Montesa, esdevenint la revelació del moment. El 1958 aconseguí una altra sonada victòria al Motocròs del Fang de Vic, per davant dels millors pilots de l'època, i poc després repetí triomf al motocròs de Manresa, al Puigberenguer (el primer que s'organitzava a la península en circuit tancat amb sortida en paral·lel).
Veient el seu potencial, Derbi contractà com a instructors dos pilots de la Catalunya Nord, Delfí Coll i Robert Marí, amb els quals Pi millorà el seu estil de pilotatge i aprengué a dissenyar i construir circuits de motocròs. Al febrer de 1960, quan ja era el millor pilot de motocròs del moment, el manager esportiu de Montesa Rafa Marsans el va fitxar per a poder plantar cara al potent equip de Bultaco.
La seva primera cursa amb Montesa va ser el "I Moto-Cross Internacional de Barcelona", que es va disputar aquell mateix febrer al Circuit de Pedralbes. Allà hi va córrer amb una Brío 110 de sèrie, equipada simplement amb pneumàtics de cross i un plat de major diàmetre. Aquell mateix any, ja amb una motocicleta adient, va aconseguir diverses victòries. L'any següent, 1961, amb el nou motor de la Impala, guanyà els campionats d'Espanya de motocròs de 125 i de 250 cc i va vèncer a la cursa estatal del II Moto-Cross Internacional de Barcelona. A partir d'aleshores, Pere Pi va guanyar diversos campionats estatals d'aquesta especialitat, en dura rivalitat esportiva amb els corredors de Bultaco Oriol Puig Bultó i José Sánchez.
Els seus sis títols de campió d'Espanya de motocròs són aquests:
- 125 cc: 1961, 1963
- 250 cc: 1961, 1962, 1965, 1966

#### Èxits internacionals

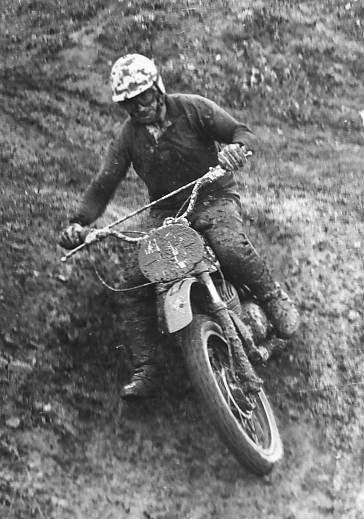
Pi en un motocròs enfangat, cap a 1964

Ja a l'època de Derbi començà a competir per la Catalunya Nord i Occitània, i com a pilot oficial de Montesa consolidà una llarga carrera dins el motocròs internacional que el portà a guanyar-ne més de 25 proves arreu d'Europa (incloses algunes de les més importants) i a ser un pilot molt valorat, amb contractes arreu. Al llarg d'uns vuit o deu anys, competí habitualment a França, Itàlia, Suïssa, Alemanya, Bèlgica, Països Baixos, Anglaterra i Txecoslovàquia, així com esporàdicament a Suècia i Finlàndia. Disputà també diversos Grans Premis del Campionat del Món de motocròs, essent-hi el seu millor resultat un parell de sisenes posicions.
De tots els països on competia, on més ho feia era a França. En una època en què als circuits francesos hi feien cap campions mundials i pilots d'arreu d'Europa, Pere Pi era el segon més sol·licitat pels organitzadors, ja que atreia força públic espanyol emigrat. El contractaven arreu de l'hexàgon, i sovint apareixia juntament amb Joël Robert als cartells publicitaris de les curses internacionals. La seva participació a França era tant valorada que rebia ofertes amb un any d'antelació i no podia atendre-les totes. A més, allà els seus resultats eren millors que al campionat del món, ja que la durada de les mànegues era inferior i més assequible per a ell. En una ocasió fins i tot va guanyar al millor del moment, Torsten Hallman: fou l'any 1965 en una cursa internacional a La Guépia, on corria tot just quatre dies després del seu casament.
El 1964 va patir una luxació d'espatlla en una cursa a La Capèla de Marival que gairebé acabà amb la seva carrera. De resultes de l'accident, s'estigué amb el braç immobilitzat tres mesos i hagué d'encarar després una lenta recuperació, amb la qual cosa va perdre els campionats estatals en què estava immers.

#### Retirada
Finalment, el 1966 decidí de retirar-se per esgotament físic i nerviós, i especialment pel vertigen que l'atacava a vegades a l'hora d'encarar grans canvis de rasant. Al motocròs de Burgos, on justament hi havia moltes pujades i baixades fortes, va aturar la moto en plena cursa i va plegar del motocròs per sempre més.

### Trial
Retirat del motocròs, es va centrar en la direcció del DID de Montesa durant un any, fins que el 1967 decidí de dedicar-se seriosament al trial, iniciant-hi una reeixida carrera. Val a dir que en aquesta disciplina hi tenia certa experiència, atès que ja havia participat en dues de les primeres proves de trial disputades a la península, el II Trial de Sant Vicenç de Castellet (1960) i el II Trial de Viladrau (1962). A l'octubre de 1964 la FIM va organitzar un curset internacional de trial a Grenoble impartit pel Campió de França Claude Peugeot. Pere Pi (aleshores amb 24 anys i en un dels seus millors moments al motocròs) hi va assistir com a únic representant de Montesa amb una moto de motocròs lleugerament adaptada, quedant en 13è lloc a la prova de cloenda.
L'1 de novembre de 1964 es va celebrar el I Trial del Tibidabo, i Pi hi va participar amb un prototipus adaptat per a aquesta especialitat, però coneixent les seves limitacions (ja que competia amb pilots més experimentats i amb muntures més adients) s'hi va presentar amb americana, corbata i sabates "de vestir". Tot i així, es va classificar en desè lloc. Aquell mateix any, 1964, va competir també al Trial de Sant Vicenç de Castellet amb un prototipus derivat de la Impala Cross, equipat amb suspensió Earles. A partir d'aquí va anar millorant la moto i fou segon a Sitges, la següent prova. La seva primera victòria en una competició de trial la va aconseguir el 31 de gener de 1965, a Manresa, per davant de les Bultaco d'Oriol Puig Bultó i Joan Soler Bultó. L'1 d'octubre de 1967 aconseguí la tercera plaça al I Trial de Sant Llorenç.
Durant aquell temps anava treballant en el prototipus de trial fins a dissenyar la primera moto de trial pròpiament dita de Montesa: la 250 Trial de 1967. A partir de llavors es desenvolupà a Montesa una frenètica carrera liderada per Pi, com a tècnic-corredor, Jordi Ros (tècnic del DID) i Leopoldo Milà, per desenvolupar una moto plenament competitiva. Aquesta fou presentada aviat amb un nom que va passar a la història del trial: Cota 247.

#### Èxits estatals

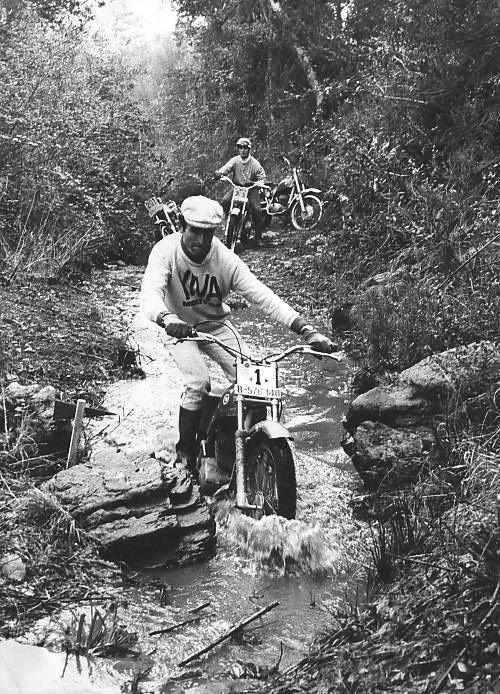
Pi amb la Cota 247 en un trial, cap a 1969

A començaments de 1968 es va celebrar el primer Campionat d'Espanya de trial i Pi -encara amb la 250 Trial- va guanyar les tres proves de què constava: la primera a Sagunt (Camp de Morvedre) l'11 de febrer, el Trial de Primavera a Barcelona (al Tibidabo) i el Trial de Madrid, proclamant-se així campió. L'any 1969, en el còmput final d'aquest campionat va empatar a punts amb el jove Ignasi Bultó (fill de l'amo de Bultaco Francesc Xavier Bultó). Pi va guanyar dues de les quatre proves puntuables i fou segon a les altres, exactament el mateix que Bultó. En quedar empatats, el títol fou per qui havia obtingut menys penalització al llarg de les quatre proves: Ignasi Bultó guanyà per dos peus de diferència, començant així una carrera d'èxits esportius.
Pere Pi aconseguí encara dos subcampionats d'Espanya de trial més i un tercer lloc, així com nombrosos campionats de Catalunya. Arribà a encadenar 48 victòries consecutives (més d'un any guanyant constantment), fins que Jaume Bordoy va posar fi a la seva ratxa en un trial a Tarragona. Pi es va retirar de la competició cap a 1974 per tal de centrar-se en la seva feina al DID, però fins aleshores fou un dels pilots capdavanters a l'estat i aconseguí importants triomfs, com ara el 1972, quan va guanyar la primera edició dels Tres Dies de Trial de Santigosa -prova inspirada en els Sis Dies d'Escòcia- amb una Cota 123, model presentat aquell mateix any que era la "germana petita" de la Cota 247.
Com a curiositat, a les proves de trial era conegut pels seus eterns pantalons blancs. Fou una estratègia de màrqueting que se li acudí, i en un viatge als EUA es comprà uns quants Levi's de color blanc amb els quals competia sempre.

#### Montesa Cota 247

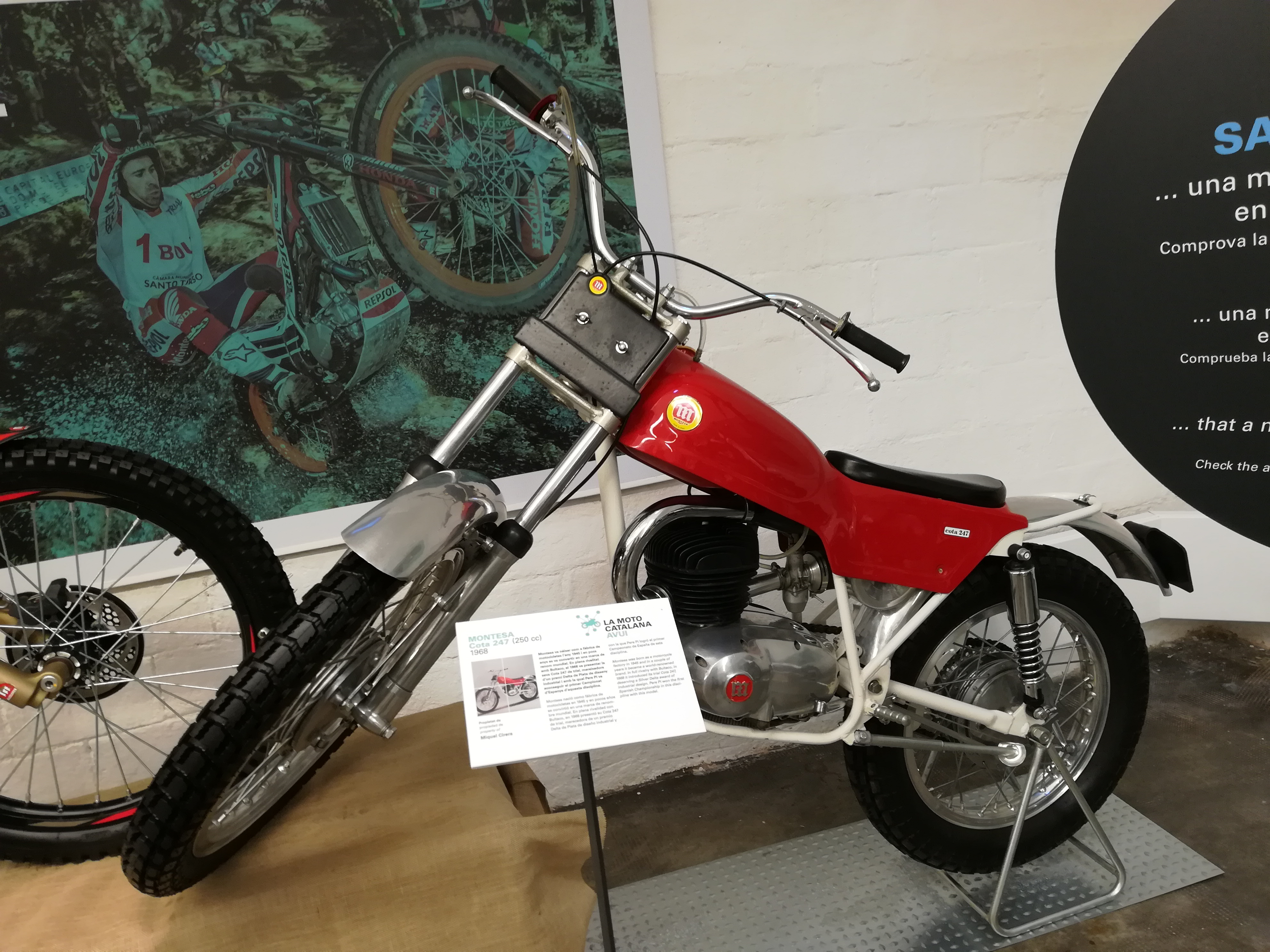
La Montesa Cota 247 de 1968

La Cota 247 es presentà oficialment al Saló de l'Automòbil de Barcelona, el maig de 1968, coincidint pràcticament amb els Sis Dies d'Escòcia. La seva autoria ha estat sovint atribuïda a Leopoldo Milà, ja que fou ell qui la presentà en públic per ser membre de l'associació ADI-FAD, però de fet Milà només s'encarregà de l'acabat estètic. La moto és fruit de l'obra de Pere Pi en estreta col·laboració amb Jordi Ros, amb les aportacions del campió de França Christian Rayer i, més endavant, de Don Smith, un dels millors pilots de trial de l'època.
La nova Cota 247 fou un model amb moltes innovacions tècniques i estètiques, bona part de les quals indispensables actualment en aquesta mena de motocicletes. Els especialistes en valoraren l'harmonia de línies, la cromàtica en els acabats i l'innovador disseny del conjunt dipòsit/seient d'una sola peça en fibra de vidre, aconseguint una gran estilització i lleugeresa de formes que permetia controlar-ne l'estabilitat més fàcilment (la idea de l'innovador dipòsit la va treure Pere Pi d'un plàtan). Per totes aquestes aportacions, la motocicleta obtingué el premi de la crítica i el Delta d'Argent ADI-FAD al millor disseny industrial i, més endavant, amb motiu dels 25 anys dels premis ADI-FAD, el Delta d'Or en reconeixement de les seves aportacions d'avantguarda. A banda, ha estat situada al setè lloc de la llista dels 100 millors dissenys de motocicletes del segle xx.

#### Carrera internacional
Durant la seva etapa com a pilot de trial, Pere Pi es desplaçà arreu d'Europa i participà en tota mena de proves internacionals, algunes de puntuables per al Campionat d'Europa (entre altres, Itàlia i Irlanda del Nord). Va participar també en dues edicions dels Sis Dies d'Escòcia: 1968 i 1969. El 1968 ho feu integrant el primer equip oficial que hi enviava Montesa, amb les noves Cota 247 acabades de presentar públicament a Barcelona. L'equip el completaven Christian Rayer i els britànics Don Smith i Charlie Harris.
El 1968, Montesa l'envià arreu de l'estat espanyol en companyia de Rob Edwards, com a monitors de trial en cursets muntats per a promocionar la nova Cota 247. Tot seguit, Pi se n'anà en solitari a Saddleback Park, Califòrnia, amb la mateixa missió; entre els seus alumnes, un vailet anomenat Bernie Schreiber. A l'octubre tornà a Saddleback Park per a participar en la primera edició del Trial de España, aconseguint-hi la victòria per davant de Bob Grove.

## Llegat tecnològic

### Motocicleta

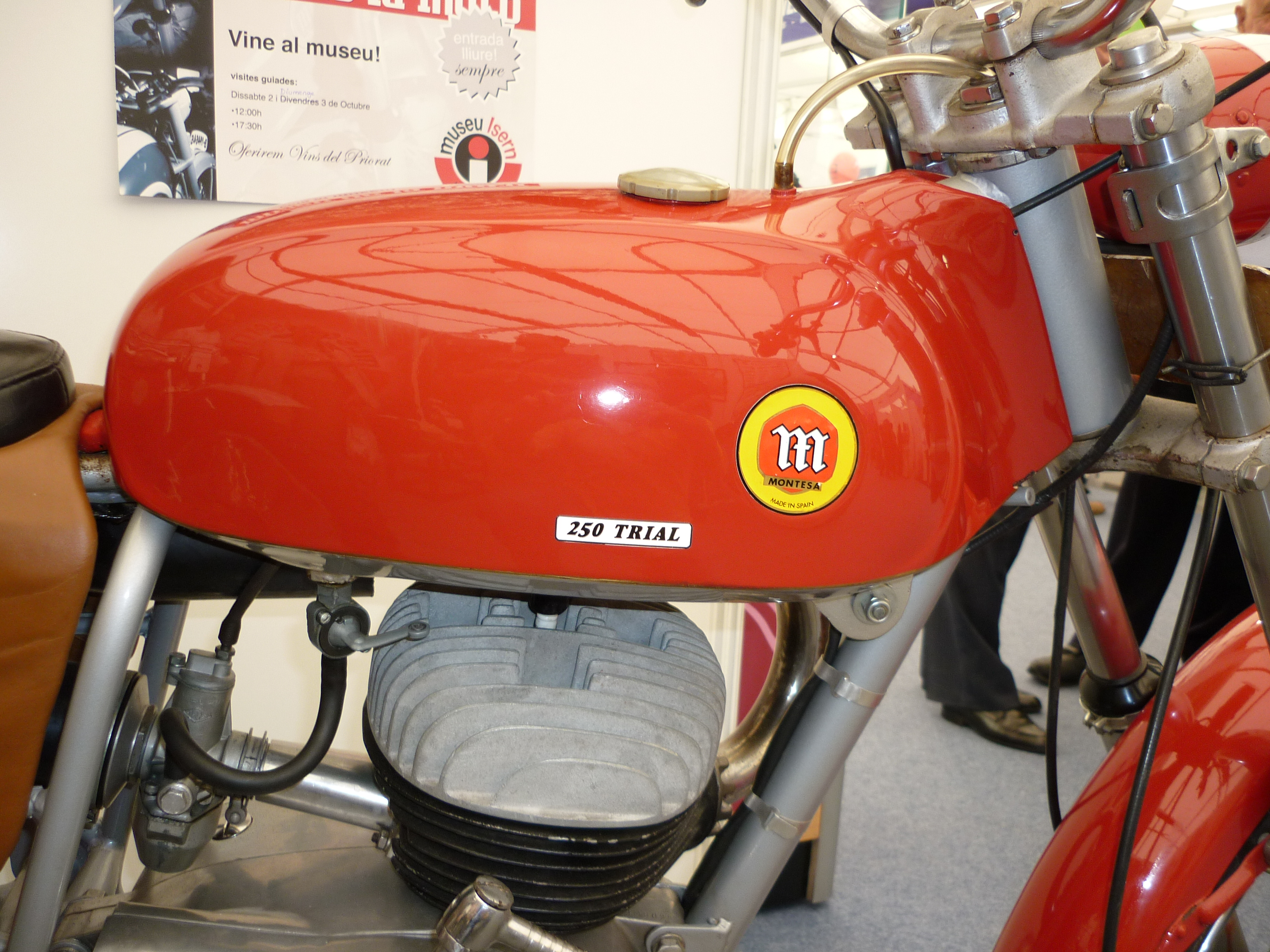
Dipòsit de benzina de la 250 Trial (1968), on es pot apreciar el famós tub de respiració

Des del seu primer disseny comercialitzat (la Montesa La Cross de 1966), Pi aportà nombroses solucions tècniques que eren ràpidament adoptades per la competència arreu del món i que actualment són un estàndard en la fabricació de motocicletes. De les prop de 30 que va idear, les més conegudes són aquestes:
- Primer tub de respiració del dipòsit de benzina, solucionant d'un cop el problema històric de pèrdua de benzina damunt del dipòsit (Cappra GP, 1968)
- Primer dipòsit/seient d'una sola peça (Cota 247, 1968)
- Primers estreps plegables, evitant-ne el trencament en cas de topada o caiguda (Cota 247, 1968)
- Primer dipòsit de benzina pivotant subjectat per gomes, permetent l'accés, sense eines, al filtre d'aire i a la caixa d'eines (Cota 348, 1976)
- Primer dipòsit curt a les motos de motocròs, aconseguint una millor entrada als revolts gràcies a la posició avançada del pilot (Cappra VE, 1979)

### Bicicleta
A Monty hi ha aportat més de 40 innovacions inèdites, moltes de les quals han estat adoptades per la competència i també han esdevingut un estàndard mundial. Per esmentar-ne algunes:
- Primera bicicleta amb pneumàtic de 19" x 2.50
- Primera bicicleta de trial sense selló
- Primera bicicleta amb el pinyó lliure al davant, muntat sobre la biela, aconseguint posar-ne un de més petit al darrere i obtenint més espai lliure amb el terra
- Primer manillar de 31,8 mm de diàmetre, mesura adoptada avui per les bicicletes de mountain bike i fins i tot de carretera, així com les motos de trial
- Primera biela amb el plat de 24 dents

### Altres
Altres contribucions seves que han marcat època en camps molt diversos, han estat aquestes:
- A Montesa, ideà un sistema automàtic per a baixar les motos de la cadena de muntatge i construí un banc per a engegar les motos de forma automàtica en sortir-ne, evitant així la pèrdua de temps i energia dels operaris en fer-ho a mà.
- Dissenyà un cargol d'acer amb cap de 18 mm i una volandera de goma específics per a subjectar peces de plàstic que han esdevingut un estàndard arreu del món.
- Projectà la primera tanca automàtica per a graelles de sortida de motocròs de la península, adoptada al Circuit de Santa Rosa, basant-se en un disseny que va portar dels seus viatges per Europa.
- Conjuntament amb la Pirelli de Manresa dissenyà un nou joc de pneumàtics de trial (de 4.00 x 18" i 2.75 x 21") que superà els Dunlop britànics -els millors del moment- i adoptaren tots els fabricants de motocicletes de trial.[45]
- Fou ell qui descobrí a Califòrnia i portà a Europa el mític logotip de la marca, "VIVA Montesa", que havia creat l'importador als EUA Kim Kimball tot inspirant-se en el famós "Viva Zapata".
- Fins i tot innovà en el camp de la medecina: a mitjan anys 60 es lesionà el dit gros del peu i per tal de poder seguir competint es va fer una xapa d'alumini en forma d'U de 2 x 12 mm que li immobilitzava el dit. Anys a venir, aquesta mena de peça ha esdevingut un estàndard present als hospitals, ortopedistes y farmàcies.

## Biketrial

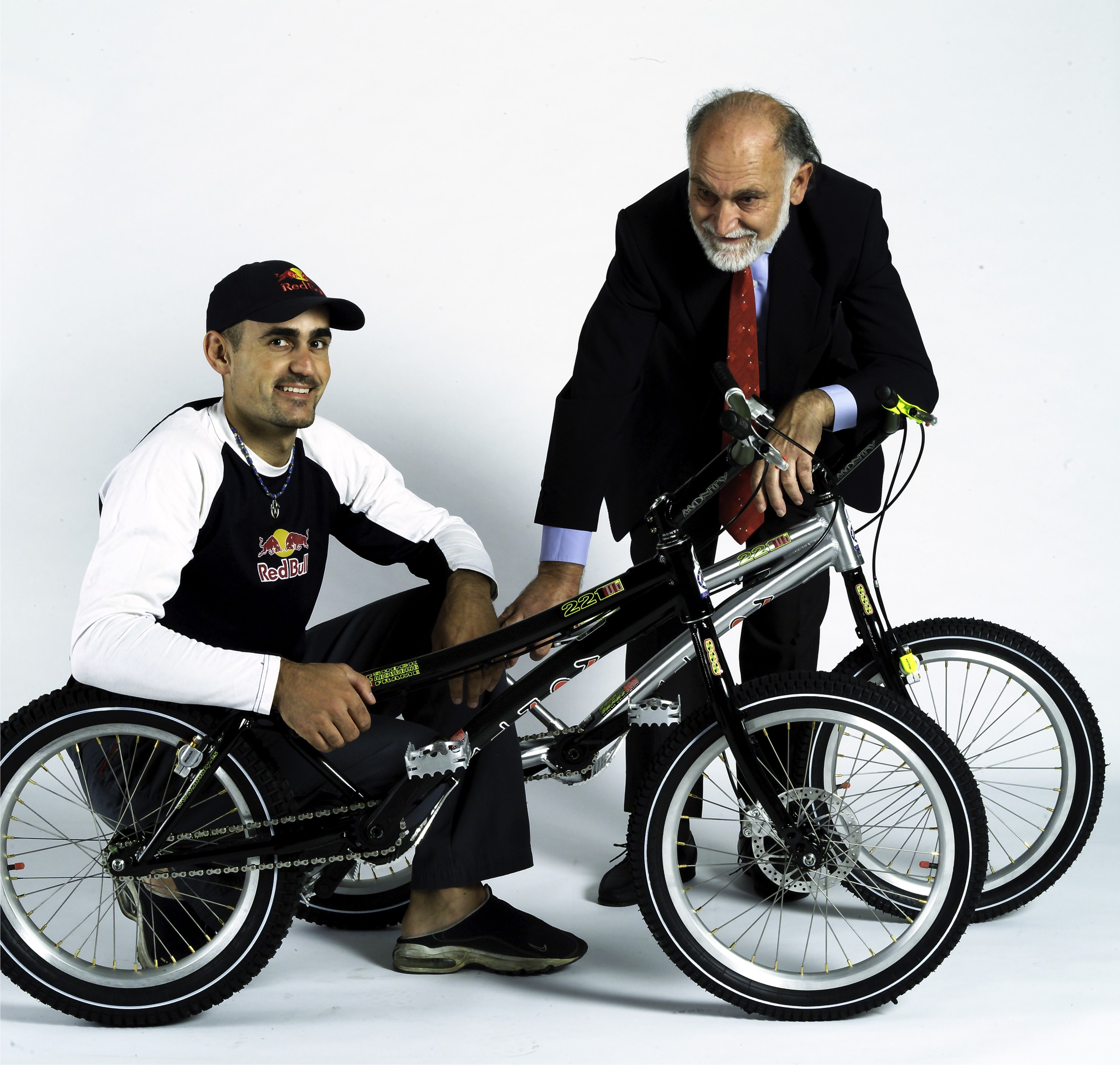
Pòster commemoratiu del 20è aniversari de Monty (2003)

L'any 1977, Pere Pi havia dissenyat una moto per al seu fill Ot, aleshores de 6 anys: la petita Cappra. Però l'Ot preferia una bicicleta i ell es va proposar trobar-ne una de trial, descobrint que no n'hi havia cap al mercat. Prenent aleshores una bicicleta estàndard com a referència, Pi va treure'n tots els components sobrers (parafangs, llum, etc.) deixant-la més lleugera, i li va afegir un manillar i uns pneumàtics més amples. Habilitant algunes àrees perquè el seu fill practiqués, aviat es va adonar de les possibilitats del trial amb bicicleta. Quan li va proposar de fabricar-ne a Pere Permanyer, amo de Montesa, aquest s'hi va avenir amb la condició que fos Pi qui s'encarregués de tot el procés. Així varen néixer les primeres bicicletes de trial, les famoses Montesita, de les quals se'n va vendre tota la producció.
Posteriorment va contactar amb tots els clubs de motociclisme que organitzaven trials. S'havia de triar un nom per al nou esport que el diferenciés de la motocicleta i finalment es va acordar anomenar-lo trialsín, acrònim del castellà trial sin motor. Aquest esport es va federar el 1981 i actualment és conegut com a biketrial, practicant-se a vora 60 països dels 5 continents.
El 1983 Montesa va tenir problemes i va deixar de fabricar. Aleshores, amb la col·laboració de la seva esposa dugué a terme la idea de fabricar les bicicletes de trial sota el nom de Monty -ja que no podia seguir fent servir el de Montesita-, creant l'empresa que avui és líder en el sector. Monty ha obtingut molts títols del món gràcies a Ot Pi i a molts altres pilots catalans, com ara Cèsar Cañas, Dani Comas o les bessones Mireia i Gemma Abant, entre d'altres.

## Palmarès
- L'únic pilot a haver guanyat campionats d'Espanya de velocitat, motocròs i trial alhora: 
  - 1 campionat estatal de velocitat en 100 cc (1959, amb Derbi)
  - 6 campionats estatals de motocròs amb Montesa de 1961 a 1966 (2 en 125 cc i 4 en 250 cc)
  - 1 campionat estatal de trial (1968, amb Montesa)
- 14 campionats de Catalunya en totes les modalitats. A tall d'exemple:
  - Campió de Catalunya de motocròs superior a 125cc (1964 - 1965)
  - Campió de Catalunya de motocròs 250cc (1966)
  - Campió de Catalunya de trial (1968, 1970)
- Victòries en tota mena de disciplines. A tall d'exemple:
  - Prop de 50 gimcanes guanyades amb la Derbi-98 (1956-1959)
  - Victòria al ral·li de la Vall d'Aran (1958, Derbi)
  - Victòria amb Antoni Agramunt a les 24 Hores de Montjuïc en categoria "Turisme" (1958, Derbi)
  - Victòria als 2 dies de Tot Terreny del Biela Club Manresa (cap a 1958, Derbi)
- Guanyador de més de 400 trofeus,[47] havent corregut 800 curses.

### Motocròs

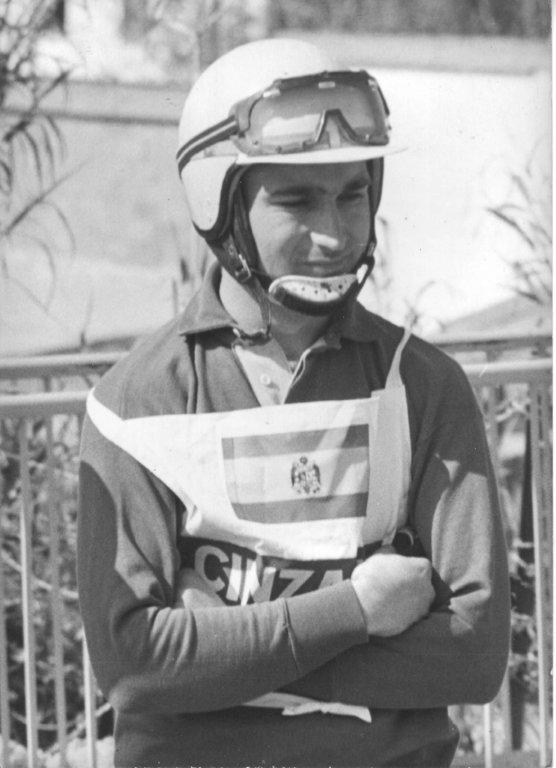
Pi durant l'etapa del motocròs, cap a 1965

A banda dels campionats que guanyà, en la disciplina del motocròs assolí nombrosos èxits, entre els quals:
- Guanyador de més de 25 motocròs internacionals a Europa
- Dues vegades 6è al campionat del món de motocròs
- Dues vegades 8è al campionat del món de motocròs
- Resultats al Campionat d'Espanya de motocròs:

| Any          | Motocicleta  | 250 cc | 125 cc | Títols[a 1] |
| ------------ | ------------ | ------ | ------ | ----------- |
| 1959         | Derbi        | 3r     | -      | -           |
| 1960         | Montesa      | ?      | 2n     | -           |
| 1961         | Montesa      | 1r     | 1r     | 2           |
| 1962         | Montesa      | 1r     | ?      | 1           |
| 1963         | Montesa      | 2n     | 1r     | 1           |
| 1964[a 2]    | Montesa      | ?      | ?      | -           |
| 1965         | Montesa      | 1r     | -      | 1           |
| 1966         | Montesa      | 1r     | -      | 1           |
| Total títols | Total títols | 4      | 2      | 6           |
Notes
1. ↑   Al total de títols s'hi compten tots els campionats estatals de motocròs guanyats
2. ↑   Lesió d'espatlla a Occitània que l'apartà de la competició

### Trial
A banda dels campionats que guanyà, en la disciplina del trial assolí nombrosos èxits, entre els quals:
- Victòria al primer El Trial de España (Califòrnia, 1968)
- 48 victòries consecutives en trials oficials (més d'un any guanyant)
- Guanyador dels primers Tres Dies de Trial de Santigosa amb la nova Montesa Cota 123 (1972)
- 42è als Sis Dies d'Escòcia de Trial (1968)
- Resultats als Campionats d'Europa i d'Espanya de trial:

| Any          | Motocicleta  | C. d'Europa | C. d'Espanya |
| ------------ | ------------ | ----------- | ------------ |
| 1968         | Montesa      | -           | 1r           |
| 1969         | Montesa      | -           | 2n           |
| 1970         | Montesa      | 23è         | 2n           |
| 1971         | Montesa      | 14è         | 2n           |
| 1972         | Montesa      | -           | 9è           |
| 1973         | Montesa      | -           | 3r           |
| Total títols | Total títols | 0           | 1            |

## Guardons
- Medalla al Mèrit de Montesa (1962)[48]
- Medalla d'argent al mèrit motociclista de la RFME (1964)
- Medalla d'argent al mèrit motociclista del CSD
- Delta d'argent ADI-FAD per la Montesa Cota 247, presentada per Leopoldo Milà (1968)
- Premi a la Productivitat Sefes a Monty (1991), lliurat en persona per Jordi Pujol[49]
- Premi al disseny Museu Reina Sofia de Madrid per la Monty B-221 (1998)
- Premi Legends de la FCM (2020)

## Galeria d'imatges

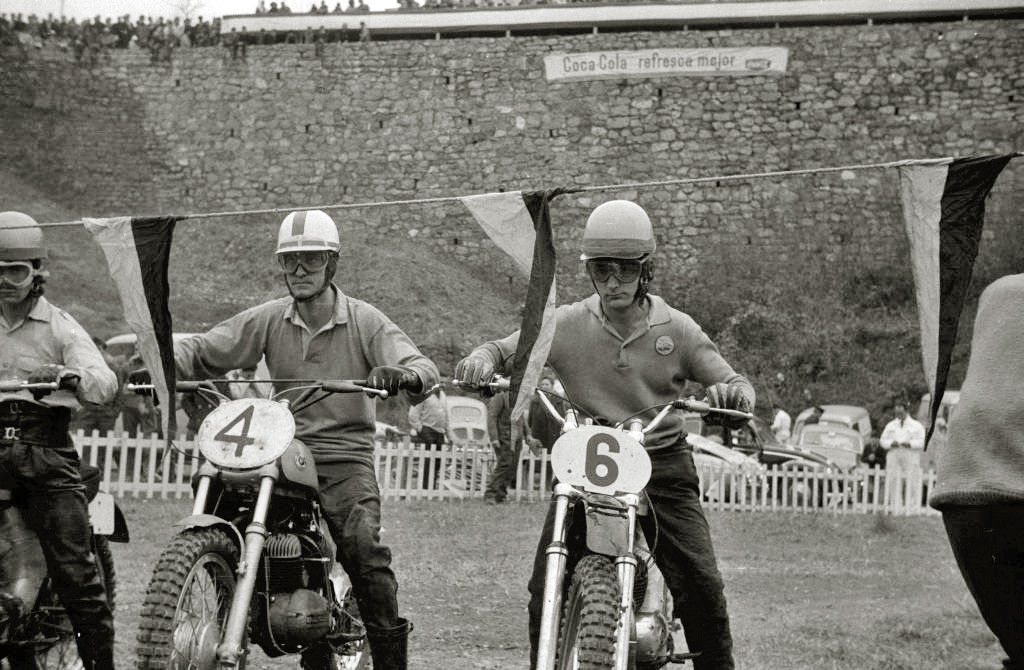
Al motocròs d'Aiete de 1963 (n. 6), amb Oriol Puig Bultó
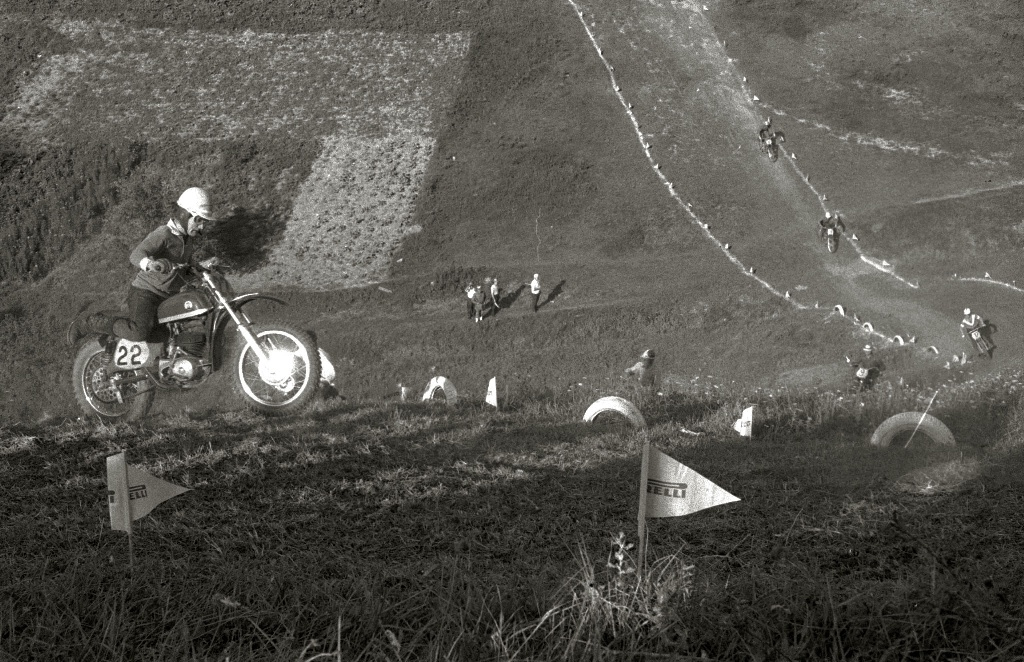
Al GP d'Espanya de motocròs de 500cc de 1964, a Aiete
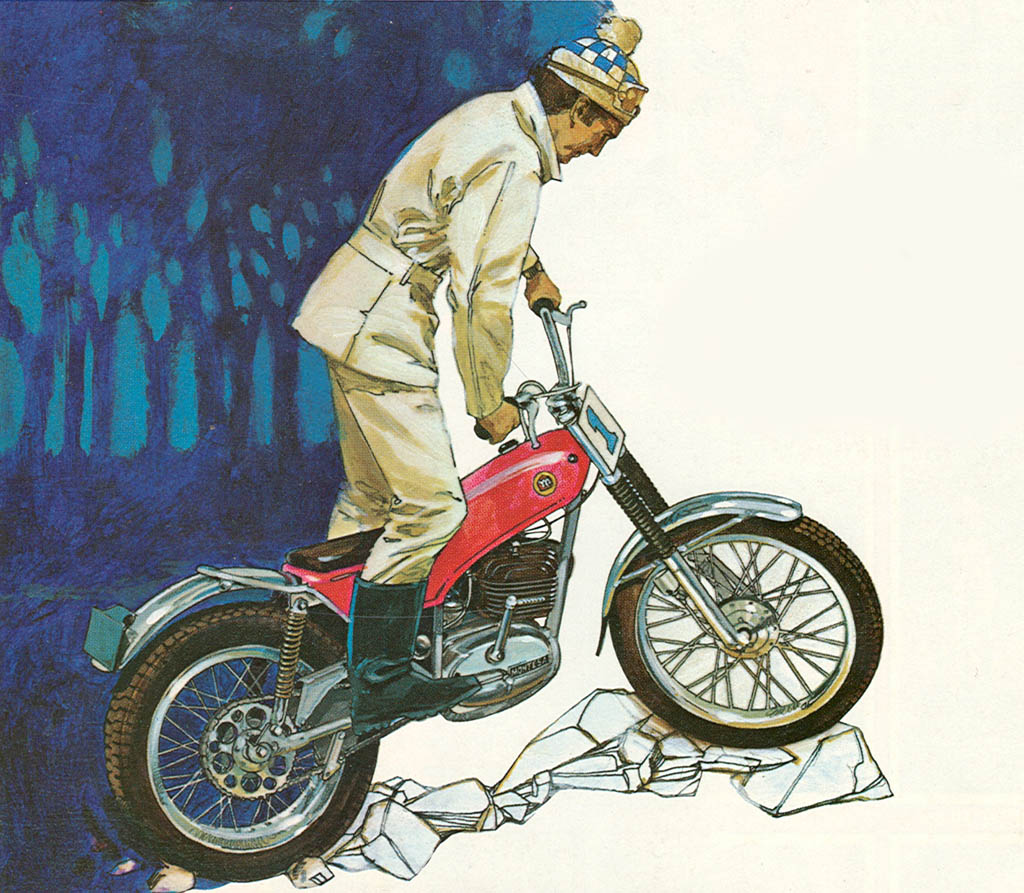
Pere Pi a la publicitat de la Cota 247 (1969)

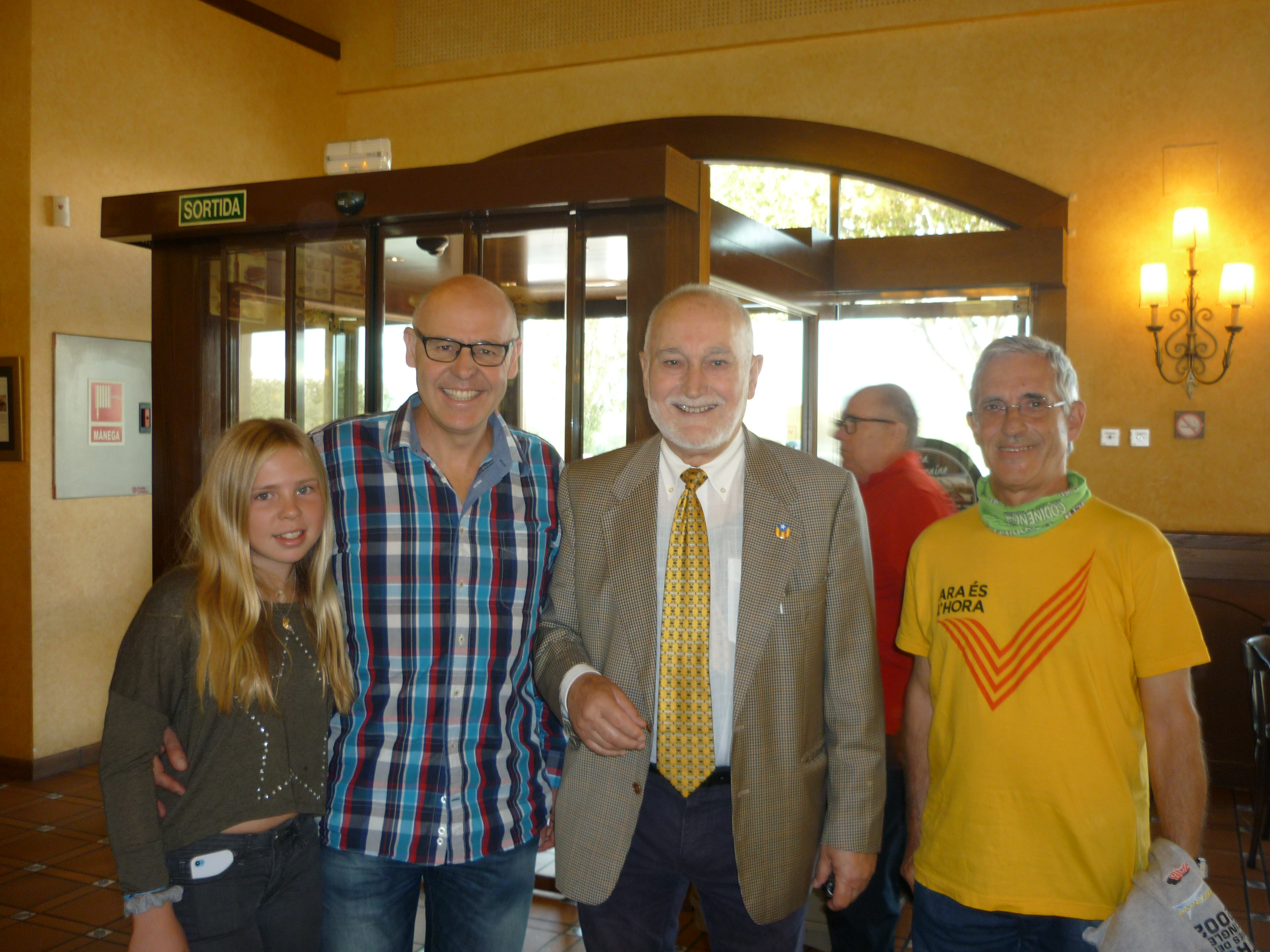
Amb Jordi Tarrés i Joan Font el 2014
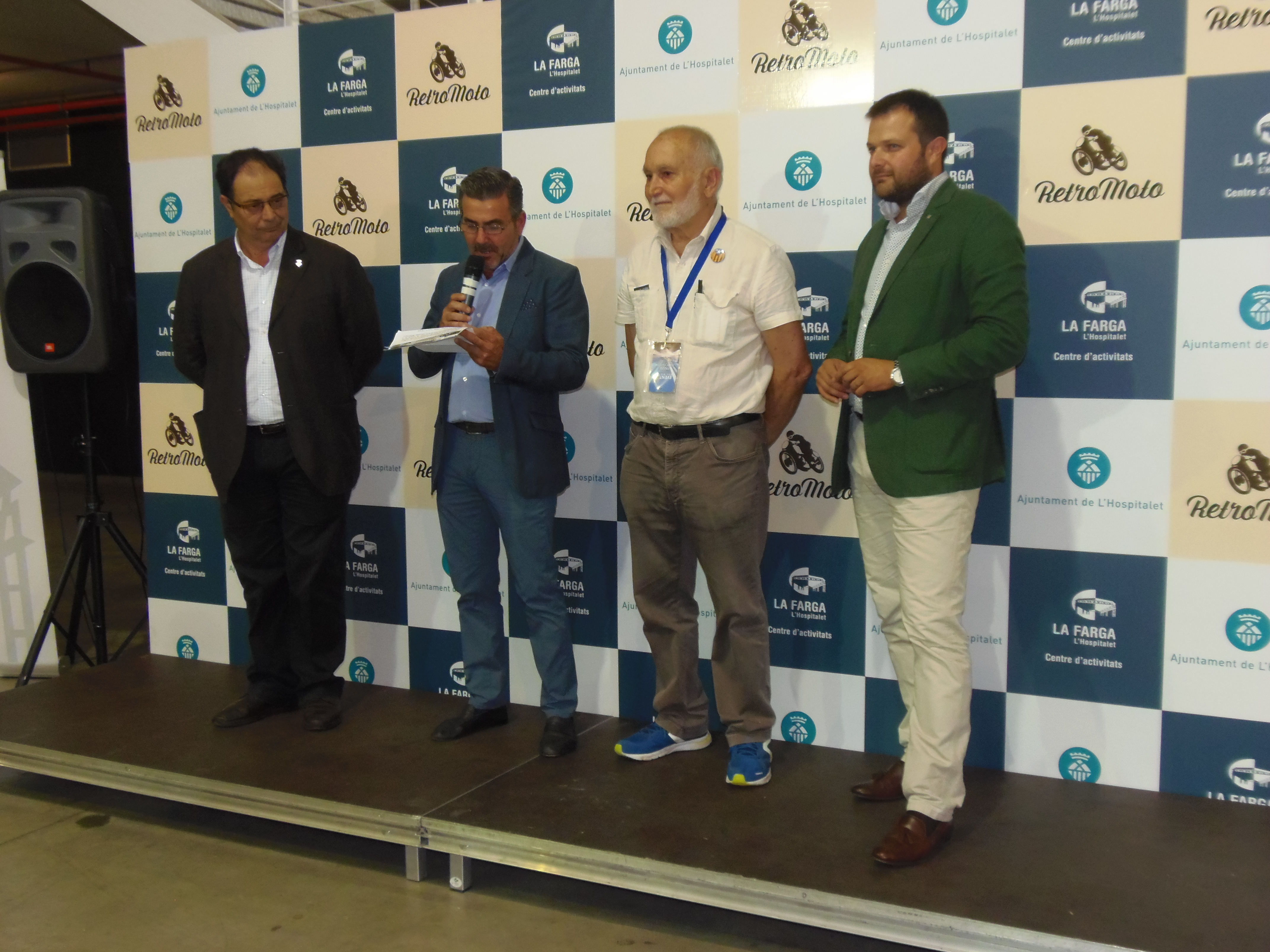
Homenatge al Retromoto de Barcelona, el 2016
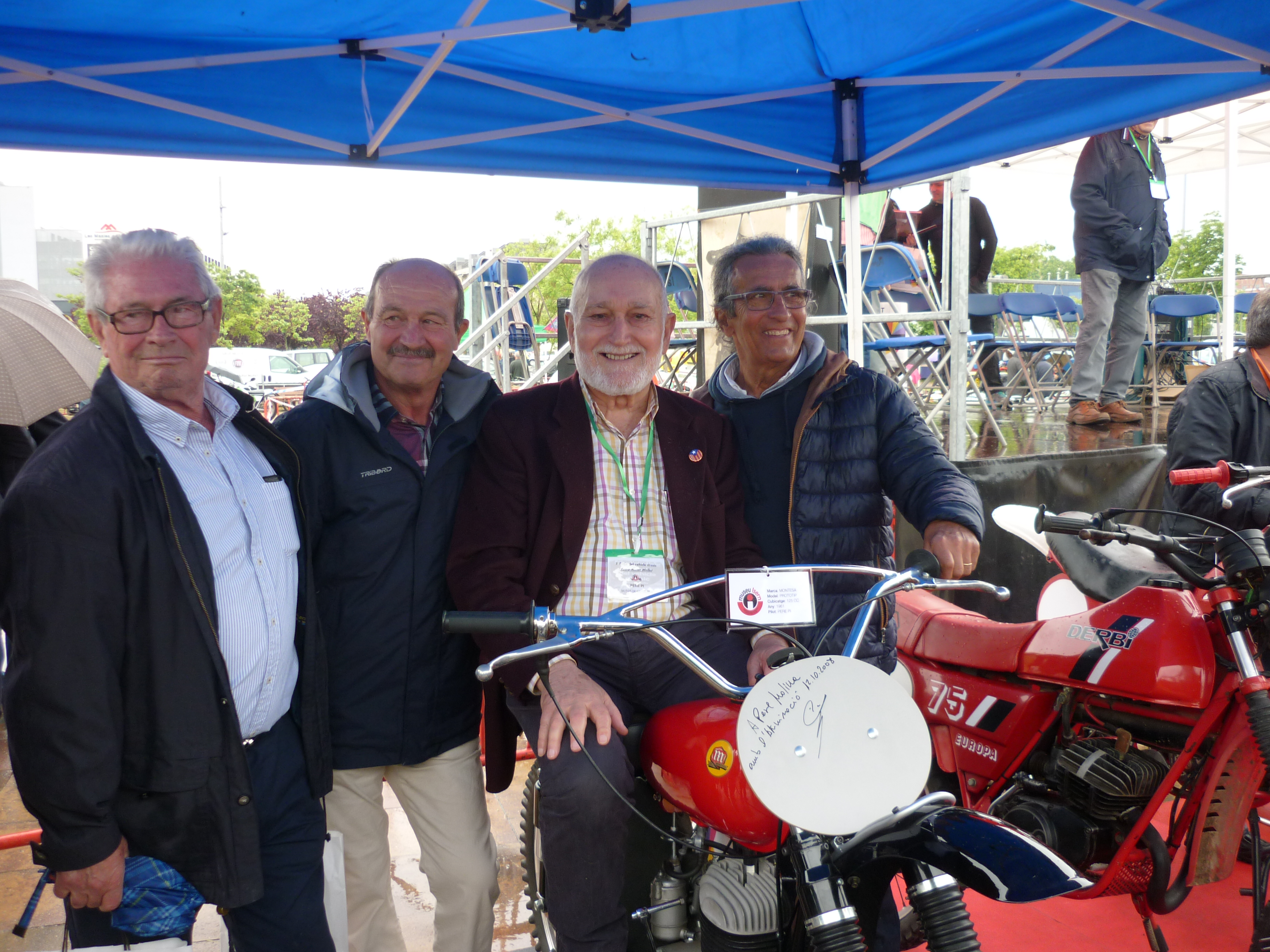
Homenatge a antics pilots de motocròs a Mollet del Vallès, el 2016

## Citació
| «                                                                   | Jo només voldria tenir deu Pere Pi a Montesa per cobrir cada un dels departaments. | » |
| — Pere Permanyer, amo de Montesa, a Maria Isern, muller de Pere Pi. |                                                                                    |   |

## Obra publicada
- Pi, Pere. No tinc 200 anys. Les vivències de Pere Pi.  Barcelona: Autoeditat (Service Point), juliol 2012. ISBN 9788461590353.